# جیمز هایدن
جیمز هایدن (انگلیسی: James Hayden؛ ۲۵ نوامبر ۱۹۵۳ – ۸ نوامبر ۱۹۸۳) یک هنرپیشه اهل ایالات متحده آمریکا بود.
از فیلم‌ها یا برنامه‌های تلویزیونی که وی در آن نقش داشته است می‌توان به روزی روزگاری در آمریکا اشاره کرد.